# 長吻鸚哥魚
長吻鸚哥魚（学名：Hipposcarus longiceps），又名長頭馬鸚嘴魚，为鸚哥魚科馬鸚嘴魚屬下的一个种。

## 分布
本魚分布於太平洋區，包括日本、台灣、菲律賓、印尼、澳洲、新喀里多尼亞、新幾內亞、索羅門群島、馬里亞納群島、帛琉等海域。

## 深度
水深1至40公尺。

## 特徵
本魚比青鯨鸚嘴魚有更尖銳的頭部及淡的體色。體延長而略側扁。吻圓鈍；前額不突出。眼幾近於背側。齒板之外表面平滑，上齒板不完全被上唇所覆蓋；每一上咽骨具1列臼齒狀之咽頭齒。幼魚體淡棕色，體中央具有一條寬的橘紅色縱帶。開始型雌魚體淡棕色到灰色，尾鰭黃色。終端型雄於為淡藍綠色，鱗片鑲有黃色的邊緣。成魚為雙凹型。在上唇以上之吻部為紫藍色，其下為紫綠色，各向後延伸經至背鰭基部及臀鰭基部；背鰭及臀鰭為黃色，外緣及中央部位有紫藍色縱紋；胸鰭上部為黃色，下部為藍紫色；腹鰭之軟條為淺黃色，硬棘為藍紫色；尾鰭為深黃綠色。背鰭硬棘9枚、背鰭軟條10枚、臀鰭硬棘3枚、臀鰭軟條9枚。體長可達60公分。

## 生態
本魚幼魚喜生活於礁湖區。次成魚及成魚則通常出現在珊瑚礁區附近的沙地上。淡的體色是為了隱藏牠們的行蹤。

## 經濟利用
大型食用魚類，食用時，先用鹽醃製再煎之或用溫火燒烤。另外也可以作觀賞魚。